# Котельное (Кировская область)
Котельное — опустевшая деревня в Верхошижемском районе Кировской области в составе Пунгинского сельского поселения. 

## География
Находится на расстоянии примерно 15 км на север от районного центра посёлка Верхошижемье на дороге от указанного поселка на Киров. 

## История
Известна была с 1710 года как починок Котельниковский с населением 4 души, в 1764 году 78 жителей. В 1873 году учтено здесь (починок Котельниковский или Котельное) дворов 21 и жителей 123, в 1905 20 и 124, в 1926 (уже деревня Котельное или Никоновский ) 24 и 138, в 1950 (Котельное) 16 и 53. В 1989 году постоянное население составляло 9 человек. 

## Население
Постоянное население  не было учтено как в 2002 году, так и в 2010.